# Massacro della Kronan School di Trollhättan
Il massacro della Kronan School è un attentato che si verificò il 22 ottobre 2015 in una scuola superiore di Trollhättan. 
Anton Niclas Lundin Pettersson, un ventunenne svedese incensurato, uccise tre persone e ne ferì due, venendo poi freddato in seguito a un confronto con le forze dell'ordine.
La polizia scoprì che la motivazione dietro la strage era l'opposizione all'immigrazione di Pettersson e che il ragazzo scelse quella scuola come obiettivo poiché si trovava in un quartiere con un elevato numero di stranieri.
Fu il più grave caso di massacro scolastico nella storia della Svezia, almeno fino al 2025, anno in cui avvenne la strage di Örebro.

## Antefatti
La città di Trollhättan è teatro di svariati crimini d'odio, tra cui un incendio doloso in una moschea negli anni '90. È stata descritta come la città più segregata etnicamente in Svezia.

## La strage
Anton Lundin Pettersson entrò armato di spada nella Kronan School alle 10:06 del 22 ottobre 2015, indossando dei vestiti e un mantello neri, un elmetto in stile Stahlhelm e una maschera da paintball. Inizialmente, i testimoni credettero che quello di Pettersson fosse solo un innocuo scherzo di Halloween. I media, successivamente, fecero notare la somiglianza tra l'aspetto del giovane durante la mattanza e quello di Dart Fener, famoso personaggio immaginario appartenente alla saga cinematografica di Guerre stellari.
Il primo ad essere aggredito fu un assistente didattico di origine curda, il ventenne Lavin Eskandar, che venne immediatamente ucciso da Pettersson con tre fendenti. David Issa, un alunno di terza media che si trovava lì accanto, venne colpito dall'assassino con il lato piatto della lama, ma riuscì a scappare riportando solo una lesione superficiale a un braccio. Pettersson, poco dopo, si avventò sul quindicenne somalo Ahmed Hassan, il quale spirò più tardi in ospedale.
Mentre vagavano per i corridoi, degli studenti della Kronan incrociarono l'aggressore e, credendo che si trattasse sempre di uno scherzo, posarono con lui per scattare una foto. Successivamente, Niclas Hallgren, capo del dipartimento di polizia della città, disse che l'attentatore li risparmiò perché erano caucasici e non avevano tentato di intralciarlo.
Qualche minuto dopo, l'insegnante di 42 anni Nazir Amso affrontò Pettersson, intimandogli di togliersi la maschera. Quest'ultimo però si scagliò contro di lui e lo trafisse con la spada. A causa delle ferite riportate, Amso morì il 3 dicembre, dopo sei settimane d'agonia. Il killer assalì anche Wahed Kosa, uno studente siriano di 15 anni, che sopravvisse alle ferite.
Alle 10:16, circa dieci minuti dopo l'arrivo di Pettersson nell'edificio, la polizia giunse sul luogo della strage in seguito all'allarme lanciato da alcuni testimoni. L'omicida, infine, caricò gli agenti, venendo colpito all'addome da un proiettile e morendo poco dopo all'ospedale Norra Alvsborgs Lanssjukhus di Trollhättan.

## L'autore del massacro
Anton Niclas Lundin Pettersson (22 giugno 1994 – 22 ottobre 2015) venne identificato come l'attentatore da l'Expressen. Il giovane non aveva precedenti penali e non era membro di alcuna organizzazione politica, ma aveva sostenuto una petizione dei Democratici Svedesi per avviare un referendum sull'immigrazione. Inoltre, secondo l'Aftonbladet, Pettersson aveva visitato frequentemente siti web di estrema destra che inneggiavano a Hitler e alla Germania nazista e si era unito a un gruppo Facebook che si opponeva all'immigrazione in Svezia. Il servizio di sicurezza svedese venne incaricato di indagare su queste informazioni.
Anton Lundin Pettersson abitava in un condominio lontano dalla Kronan, ma scelse di attaccare proprio quella scuola perché si trovava a Kronogården, un centro abitato in cui vive un alto numero immigrati. Gli ex compagni di classe descrissero l'autore della strage come una persona solitaria che "viveva nel suo mondo" e si vestiva con abiti neri tipici della cultura emo e rock.
Bjørn Ihler, un sopravvissuto degli attentati del 22 luglio 2011 in Norvegia, scrisse sul The Guardian che nel 2013 Pettersson mise "mi piace" a un video su YouTube dell'ex leader del Ku Klux Klan Johnny Lee Clary, in cui l'uomo parlava di come un'esperienza positiva con un uomo di colore lo avesse portato a rinnegare le sue convinzioni razziste. Si dice che guardasse anche contenuti online misogini e antireligiosi.
Sulle sue braccia vennero trovati segni di autolesionismo. In seguito si scoprì che aveva completato dei test online sulla depressione e che possedeva video di suicidi. Pettersson aveva del materiale salvato sui suoi dispositivi che riguardava disperazione e incomprensione, l'odio di sé, la violenza e la morte. Vennero poi rinvenute delle ricerche online effettuate da Pettersson, le quali suggerivano che il ventunenne fosse incerto sulla sua identità sessuale.

## Reazioni

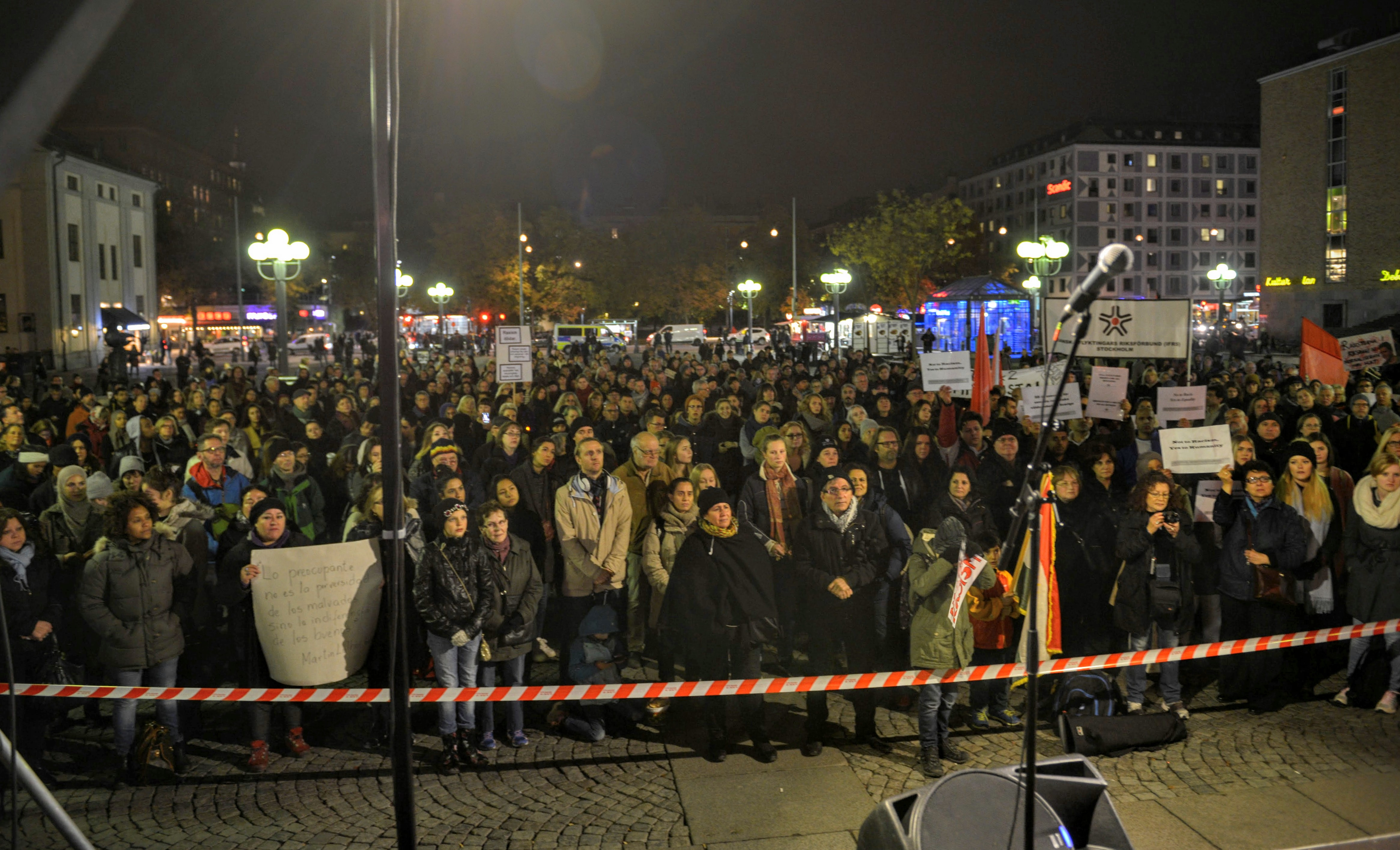
Manifestazione a Stoccolma del 29 ottobre 2015 in sostegno alle vittime di Trollhättan.

La mattina del 23 ottobre, il giorno dopo l'attentato, polizia e media svedesi confermarono che l'attacco aveva come motivazione il razzismo e che si trattava di un crimine d'odio. Niclas Hallgren dichiarò che tutte le vittime dell'attacco erano d'origine straniera. L'uomo a capo delle indagini, Thord Haraldsson, disse che le riprese delle telecamere di sorveglianza mostravano come Pettersson risparmiasse la vita agli studenti bianchi. Quello della Kronan School fu il massacro scolastico con più vittime nella storia svedese e anche il primo caso di omicidio in una scuola in Svezia dopo la sparatoria di Bromma del 2001, in cui perse la vita una persona.
Dopo la notizia dell'attentato, il primo ministro Stefan Löfven si recò a Trollhättan, definendo il 22 ottobre un "giorno nero" per il paese. Anders Ygeman, ministro svedese dell'integrazione, scrisse su Twitter: "È con tristezza e costernazione che ho ricevuto la notizia dell'attacco alla scuola di Trollhättan. I miei pensieri vanno alle vittime e alle loro famiglie". Il re Carlo XVI Gustavo di Svezia affermò che "la famiglia reale accolse la notizia con grande sgomento e tristezza".
Successivamente, ad Halloween, vennero segnalate persone che indossavano abiti sospetti o brandivano armi, ma si scoprì che erano solo persone pronte a festeggiare la vigilia di Ognissanti. La polizia avvertì i cittadini di non portare armi finte assieme ai loro costumi per evitare potenziali malintesi. La Kronan school rimase chiusa fino al 2 novembre, quando venne finalmente riaperta con maggiori misure di sicurezza.
Il 29 settembre 2017 venne pubblicato un libro sull'attentato, Det som aldrig fick ske (lett. "Ciò che non è mai stato permesso che accadesse"). L'opera contiene varie informazioni sul massacro in precedenza non accessibili al pubblico, tra cui un messaggio inviato da Pettersson ad un amico online prima dell'attacco, di cui la famiglia dell'aggressore non era a conoscenza. L'autrice del libro, Åsa Erlandsson, parlò in seguito proprio al fratello di Pettersson. Erlandsson vinse il premio Stora Journalist grazie al suo libro.
Il 15 marzo 2019 si verificarono due sparatorie che coinvolsero due moschee a Christchurch, in Nuova Zelanda, in cui vennero uccise 51 persone e altre 40 rimasero ferite. L'autore della sparatoria, Brenton Harrison Tarrant, citò Anton Pettersson nel suo manifesto dichiarando il suo sostegno a lui, oltre a scriverne il nome su una delle sue armi.